# Schuppanzigh-Quartett
Unter Schuppanzigh-Quartett werden hier mehrere zwischen ca. 1794 und 1830 von Ignaz Schuppanzigh in Wien geleitete Streichquartett-Formationen zusammengefasst. Vor allem durch die erstmalige Veranstaltung öffentlicher Kammermusik-Konzertzyklen und die Einführung und Verbreitung der Streicherwerke Ludwig van Beethovens nehmen sie eine überaus bedeutende Rolle in der Musikgeschichte ein.

## Geschichte
Quartettmusik in der Besetzungsform mit zwei Violinen, einer Bratsche und einem Cello wurde ursprünglich von Joseph Haydn als mehrsätzige Unterhaltungsstücke (Divertimenti) geschrieben. Sie entwickelte sich in Wien rasch zu einer beliebten Kammermusik-Gattung in differenzierten Ausprägungen: für den Eigen- oder Salongebrauch von (adeligen, bürgerlichen) „Dilettanten-Ensembles“ ebenso wie für die im engsten Kreis gepflegte bürgerliche Hausmusik. Daraus resultierte eine breite Streichquartettkultur mit einem großen Bedarf an Kompositionen.
In systematischer Auseinandersetzung und Weiterentwicklung (Haydn, Mozart) entstand aus den einfacheren Divertimenti das klassische Streichquartett. Dieses hatte zu der Zeit, als Schuppanzigh das Ensemblespiel aufnahm, seinen Unterhaltungscharakter schon weitgehend verloren. Für Kenner und Aufführungen in größerem gesellschaftlichem Rahmen komponiert, mutierte es bald zu einer der anspruchsvollsten Gattungen der Kammermusik. Verbunden damit waren immer höhere Anforderungen an die technischen Fähigkeiten der Interpreten und an die Hörgewohnheiten des Publikums.
In diesem Prozess der Professionalisierung des Ensemblespiels und dessen Weg aus Musizierstube und Salon in den öffentlichen Konzertsaal spielte Schuppanzigh eine zentrale Rolle. In unterschiedlichen Lebensphasen war er Gründer bzw. Primgeiger von zumindest vier Streichquartett-Ensembles, die als Lichnowsky-Quartett, Schuppanzigh-Quartett I, Rasumowsky-Quartett und Schuppanzigh-Quartett II in die Geschichte eingegangen sind.

### Lichnowsky-Quartett
Bereits um 1794, als Achtzehnjähriger, ist Schuppanzigh als Primarius eines festen, von Fürst Karl Lichnowsky unterhaltenen Streichquartetts hervorgetreten. Dessen Palais war eines der Zentren des musikbegeisterten Wiener Adels und Treffpunkt berühmter Komponisten und Virtuosen. Nicht nur Musikliebhaber, sondern auch guter Pianist, stand Fürst Lichnowsky unter anderen mit seinem Lehrer Mozart in freundschaftlicher Verbindung.
Dem wegen seiner jungen Musiker zuweilen als „Knabenquartett“ bezeichneten Ensemble gehörten neben Schuppanzigh die noch um zwei Jahre jüngeren Louis Sina (Schüler von Emanuel Förster) als zweiter Violinist, Franz Weiß als Bratschist und Nikolaus Kraft als Cellist an. Dieser wurde öfter von seinem Vater Anton vertreten, der unter Joseph Haydns Leitung Mitglied der Esterhazy-Kapelle war (bis zur Auflösung 1790). Auch die Position des zweiten Violinisten scheint nicht selten von anderen Musikern eingenommen worden zu sein.
Das Lichnowsky-Quartett konzertierte wöchentlich (freitagmorgens) vor ausgesuchter Gesellschaft, der zuweilen auch Joseph Haydn und Emanuel Förster und oft Ludwig van Beethoven angehörten. Haydns, Försters und Mozarts Quartettwerke gehörten zum festen Repertoire des Ensembles, und die Komponisten waren vereinzelt auch an den Proben beteiligt, wobei sie wichtige Interpretationshinweise gaben. Schon früh lernten die Musiker so neben technischer Perfektion die Unterordnung im Ensemble zugunsten einer vom Komponisten kommunizierten Werkintention.
Noch intensiver war aber die Zusammenarbeit mit Beethoven, der 1792 zum Studium bei Joseph Haydn nach Wien gekommen war. Offenbar rasch mit Fürst Lichnowsky bekannt geworden, wurde dieser sein großzügiger Förderer und gab ihm bis 1796 auch eine Unterkunft. Auch sein Quartett stand Beethoven zur Erprobung seiner ersten Kammermusikwerke und zu deren Erstaufführung im privaten Kreis zur Verfügung. Dies galt insbesondere für die Klaviertrios op. 1 (Jahreswende 1793/94), das Streichquintett op. 4 (1795/96), das Septett op. 20 (1799/1800) und vermutlich die 1798 bis 1800 im Auftrag von Fürst Lobkowitz entstandenen Streichquartette op. 18.
1799 scheinen die Quartettveranstaltungen bei Fürst Lichnowsky geendet zu haben, ohne dass sich dazu in der einschlägigen Literatur Näheres findet.

### Schuppanzigh-Quartett I
Vermutlich seit 1795, gesichert aber seit 1798/99, war Schuppanzigh auch mit der Durchführung von Konzerten im Augarten beschäftigt. Im Winter 1804/1805 begann er dann, mit einem eigenen Ensemble regelmäßig öffentliche Kammermusikkonzerte zu veranstalten. Seine Partner waren sein Schüler Joseph Mayseder, der Bratschist Anton Schreiber und Anton Kraft, der vertretungsweise schon häufig im Lichnowsky-Quartett mitgewirkt hatte.
Musikgeschichtlich waren diese öffentlichen Streichquartett-Konzerte ein Novum. Die Ausgangssituation umschrieb Eduard Hanslick in seiner „Geschichte des Concertwesens in Wien“ folgendermaßen: „Die Virtuosen ließen sich (öffentlich) zum Quartettspiel nicht herab, die Dilettanten wagten sich damit an die Öffentlichkeit nicht hinauf; das Publicum endlich, an ein bunteres, effectvolleres Concertgenre gewöhnt, empfand lange Zeit nach öffentlichen Kammermusiken keinerlei Sehnsucht. Ja bei dem großen Publicum stand die Quartettmusik als kalt, finster und gelehrt in einigem Verruf.“
Bis dahin hatte sich also in Wien eine umfassende Streichquartett-Kultur ausgebildet und Quartettmusik war eifrig, aber von Berufsmusikern und „Dilettanten“ eben nur im Rahmen adeliger oder bürgerlicher Salons bzw. der Hausmusik gepflegt worden. Erst das Schuppanzigh-Quartett bot nun frei zugängliche, im Abonnement mit Vorauszahlung zu buchende „Quartettsoirée-Zyklen“ an. Deren Zuhörer kamen freilich auch hauptsächlich aus gehobenen Schichten oder waren Fachleute – diese Annahme scheint schon allein deswegen berechtigt, weil (aus heutiger Sicht befremdend) die Konzerte meist donnerstags zwischen 12:00 und 14:00 Uhr stattfanden. Aufführungsort war anfangs ein Privathaus, später ein Saal im Hotel Zum Römischen Kaiser.
Das Aufführungsrepertoire lässt sich nur vage nachvollziehen, Schwerpunkte scheinen jedenfalls wieder Haydn, Mozart und vor allem Beethoven gewesen zu sein, der in engem Kontakt zu Schuppanzigh und dem Quartett stand.
Zeitgenössische Kritiken hoben vor allem das hohe Niveau des Ensemblespiels hervor, das sich wohltuend von der selbst inszenierenden Dominanz virtuoser Einzelmusiker unterscheide. Ferner, dass es Schuppanzigh „bey seinem vortrefflichen Quartettvortrage (gelang), in den Geist der Komposition genau einzudringen (…) und das Feurige, Kräftige, aber auch Feinere, Zahrte, Humoristische, Liebliche, Tänzelnde bezeichnend herauszuheben“.
Diese Veranstaltungen erfreuten sich bald zunehmender Beliebtheit, und ihr Ruf verbreitete sich rasch in ganz Europa. In Folge entstanden etwa in Prag (1808), Leipzig (1808), Königsberg (1810), Berlin (1813) und Paris (1814) ortsfeste professionelle Streichquartett-Ensembles in relativ fixer Besetzung, die öffentliche Konzerte gaben.

### Rasumowsky-Quartett
1808 gewann Fürst Rasumowsky das Schuppanzigh-Quartett gegen eine feste, lebenslange Besoldung für seine Hausmusik. Historisch für Hanslick ein finaler Akt in der Genese des Orchesterwesens von der fürstlichen Privatkapelle hin zum öffentlich auftretenden professionellen Ensemble: „Als letztes Glied dieser Kette kann man das berühmte ‚Rasumowsky’sche Quartett’ betrachten, das für Beethoven und durch Beethoven so große Bedeutung erlangte.“
Neben Schuppanzigh als Primarius spielte der Fürst anfänglich selbst die 2. Violine, doch überließ er diese Position bald Louis Sina. Franz Weiß, der schon im Lichnowsky-Quartett die Bratsche gespielt hatte und der aus Schlesien nach Wien gekommene Joseph Linke als Cellist waren die anderen Partner.
Die Konzerte des Ensembles im Palais Rasumofsky hatten schon mehr öffentlichen Charakter, und da auch Beethoven durch den Fürsten unterstützt wurde, stand es ihm mehr oder weniger zur Verfügung. In Rasumowskys Auftrag hatte Beethoven bereits 1806 die drei Streichquartette op. 59 komponiert, die höchstwahrscheinlich durch dieses Quartett uraufgeführt wurden. Das Gleiche ist für die Streichquartette op. 74 (1809) und op. 95 (1810) anzunehmen.
Die Zusammenarbeit zwischen Beethoven und den Musikern des Rasumowsky-Quartetts wurde vom Komponisten Ignaz von Seyfried recht eindrücklich charakterisiert: „Wie bekannt war Beethoven im fürstlichen Hause so zu sagen Hahn im Korbe; Alles was er componirte, wurde dort brühwarm aus der Pfanne durchprobirt und nach eigener Angabe haarscharf, genau, wie er es ebenso und schlechterdings nicht anders haben wollte ausgeführt; mit einem Eifer, mit Liebe, Folgsamkeit und einer Pietät, die nur solch glühenden Verehrern seines Genius entstammen konnte und einzig blos durch das tiefste Eindringen in die geheimsten Intentionen; durch das vollkommene Erfassen der geistigen Tendenz gelangten jene Quartettisten im Vortrage Beethoven’scher Tondichtungen zu jener universellen Berühmtheit, worüber in der ganzen Kunstwelt nur eine Stimme herrschte.“
Vertraglich aber nicht eingeschränkt, veranstaltete das Ensemble mit denselben Programmschwerpunkten weiterhin seine öffentlichen Konzertzyklen und so „wurde das Rasumowsky’sche Quartett für die Verbreitung und das Verständnis der Beethoven’schen Kammermusik von größter Wichtigkeit“.
Als nach dem Brand des Rasumowsky-Palais Ende 1814 die Voraussetzungen für die fürstlichen Quartettaufführungen verloren gegangen waren, wurden die Musiker (1816) von ihrem Gönner (bei Entgeltfortzahlung) aus den Diensten entlassen. Noch im Sommer 1815 hatte aber Schuppanzigh begonnen – in Anlehnung an die Augartenkonzerte – sogar im Prater Morgenunterhaltungen (jeweils dienstags um 8:00 Uhr) mit Schwerpunkt Kammermusik zu veranstalten.

### Intermezzo
Nach der Auflösung des Rasumowsky-Quartetts unternahm Schuppanzigh nun ausgedehnte Reisen nach Deutschland, Polen und Russland, die allerdings nur sehr lückenhaft dokumentiert sind. So wird zwar vermutet, dass er auch in St. Petersburg an Quartettaufführungen am Hof des Fürsten Galitzin teilgenommen und sich dort für Beethovens Streichquartette eingesetzt hat, Nachweise darüber fehlen aber.
In Wien selbst versuchte der junge Joseph Böhm (1816) die Schuppanzigh’schen Quartett-Zyklen mit dessen Partnern fortzuführen, doch zunächst mit wenig Erfolg. Ein neuerlicher Versuch (1821), mit Karl Holz, Franz Weiß und Joseph Linke die Quartett-„Unterhaltungen“ im Prater wieder aufzunehmen, war hoffnungsvoller, doch wurde auch dieser nicht fortgesetzt.

### Schuppanzigh-Quartett II
Schon bald nach der Rückkehr Schuppanzighs nach Wien im Frühjahr 1823 übernahm er Böhms Quartettkollegen zur Gründung eines neuen Ensembles und bestritt ab Juni 1823 wieder regelmäßig öffentliche Soirée-Zyklen. Diese fanden nunmehr an Sonntagnachmittagen im Musikvereinssaal statt. Anfänglich wenig besucht, erfreuten sie sich bald wieder immer größeren Zuspruchs.
Das aufgeführte Repertoire konzentrierte sich jetzt noch stärker auf die Werke von Haydn, Mozart und Beethoven, dessen Streichquartett-Schaffen mit der Rückkehr Schuppanzighs einen starken Impuls erfuhr. Dieser war es möglicherweise auch, der – noch in St. Petersburg – Fürst Nikolaus Galitzin (1822) zur Bestellung von drei Quartettkompositionen bei Beethoven angeregt hatte.
Auch auf Schubert scheint Schuppanzighs Wiederaufnahme der Konzertzyklen befruchtend gewirkt zu haben, denn er begann nun, seine Quartette statt wie bisher für den häuslichen Eigengebrauch in Hinblick auf öffentliche Präsentation durch professionelle Musiker zu komponieren.
Die in Folge entstandenen späten Quartette Beethovens wurden fast alle durch das Schuppanzigh-Ensemble uraufgeführt (op. 127, op. 132, op. 130, op. 131?), was auch für einige Werke Schuberts gilt (D 803, D 804). Nur selten fanden sich darüber hinaus andere Komponisten (wie z. B. George Onslow oder Louis Spohr) in den Programmen, soweit diese überhaupt dokumentiert sind.
Die neue Quartett-Formation selbst stellte qualitativ offenbar nochmals eine Steigerung gegenüber den vorangegangenen dar, weshalb diese Periode als Höhepunkt von Schuppanzighs Ensemblepflege angesehen wird.
Auch die zeitgenössische Kritik sah das offenbar so: „Fremde Künstler, Kenner und Kunstfreunde, welche das eine oder andere dieser Quartette besuchten, versicherten, nie und nirgends etwas so vollendetes in dieser Art Ausführung gehört zu haben. Wirklich waren die meisten dieser Productionen vollkommen zu nennen. Da ist kein Vordringen, kein Gehörtseynwollen, keine Vereinzelung der Seelen und Stimmen, welche die meisten solcher Leistungen verunstalten; alle vier Künstler kennen nur einen Zweck und streben demselben mit wahrer, intensiver Virtuosität, die sich in der Subordination zum Ganzen ausspricht, mit klarem Bewusstsein und steter Aufmerksamkeit, entgegen. Auf solche Weise werden diese Quartette zur wahren Geschmacks- und Vortragsschule, und erhalten sich seit Jahren mit steigendem Beyfall und Interesse.“
Tatsächlich scheint das musikbegeisterte und allgemein intellektuelle Wien von diesen Kammermusikveranstaltungen angezogen worden zu sein – Franz Schubert und Franz Grillparzer etwa gehörten zu den Besuchern der Konzertreihen. Diese fanden durch Schuppanzigs frühen und plötzlichen Tod infolge eines Schlaganfalls im März 1830 aber ein definitives Ende. Wenige Wochen vorher war bereits der langjährige Bratschist seines Ensembles, Franz Weiß, gestorben.

## Bedeutung
Die Pionierleistungen der Schuppanzigh-Quartette für die Entwicklung der Kammermusik können nicht hoch genug eingeschätzt werden. Dazu gehört zunächst eine Professionalisierung des Ensemblespiels auf Spitzenniveau mit neuen Komponenten des musikalischen Ausdrucks. Dazu gehört selbstverständlich auch die Begründung des öffentlichen Konzertwesens für Kammermusik mit all ihren Folgen für deren Produktion und Rezeption. Und natürlich sind die Etablierung des klassischen Quartettrepertoires (Haydn, Mozart, Beethoven) in der Programmgestaltung sowie die Einführung und Verbreitung der bedeutendsten Streichquartette Beethovens Teil dieser Pionierleistung. Nicht zuletzt hatte dies schließlich die ansteigende Bedeutung der Gattung Streichquartett zur Folge.

### Professionalisierung des Ensemblespiels
Bereits beim Lichnovsky-Quartett wird die prägende Ausrichtung auf (unterhaltungs-)zweckungebundene Kammermusik ebenso deutlich wie deren Perfektionierung. Damit verbunden war wohl eine intensivere Probenarbeit, doch wurde dieser im Vergleich zu heute weniger Aufmerksamkeit geschenkt. Über die technische Schulung der einzelnen Musiker hinaus war auch eine solche des harmonischen Zusammenwirkens im Ensemble notwendig. Schuppanzigh, der selbst nicht unbedingt als Violinvirtuose galt, ist es als Primarius offenbar immer wieder gelungen, die Partner der jeweiligen Besetzungen zu niveauvollen Ensembles zu verschmelzen. Dazu hat – neben seiner zunehmenden Primgeiger-Erfahrung – wohl auch die enge Zusammenarbeit mit Komponisten (Haydn, Förster, vor allem aber Beethoven) beigetragen, die ihre Werke entsprechend ihrer Intentionen aufgeführt haben wollten. Das Ringen um Verständnis der Stücke und deren „richtige“ Interpretation führte offenbar zur Unterordnung unter den „Geist der Komposition“, wie es sich in einigen zeitgenössischen Kritiken so bedeutungsvoll als Leistung des Ensembles hervorgehoben findet (siehe oben).

### Erste öffentliche Kammermusikkonzerte
Der erste initiative Schritt an die Öffentlichkeit wird aus heutiger Sicht nicht dadurch weniger bedeutsam, dass Schuppanzigh und ein Teil seiner Partner ihre Aktivitäten ab 1808 unter finanzieller Absicherung durch die Anstellung Rasumowskys fortsetzen konnten. Zu diesem Zeitpunkt stand das professionelle Quartettspiel im Übergang vom Mäzenatentum zum finanziell (rein oder teilweise) vom Markt abhängigen Musizieren.
Für das Streichquartett allgemein implizierte der Weg vom Salon (mit eher entspanntem, unterhaltsamem Musizieren unter Gleichgesinnten) hin zum öffentlichen Konzertsaal eine neue Konstellation von Ausführenden und Publikum mit entscheidenden Impulsen von und Rückwirkungen auf die Komponisten. Den von Haydn und Mozart vorgezeichneten Weg hin zur Komposition als „zweckfreiem, autonomen Kunstwerk“ konnte Beethoven schließlich konsequent weiter verfolgen. Mit einer Gattung für Kenner und deren hohen Ansprüchen konfrontiert, war er schließlich frei für wegweisende musikalisch-künstlerische Auseinandersetzungen. Die Hörbarmachung der daraus resultierenden Produkte aber wiederum war nur durch ein Ensemblespiel auf höchstem professionellem Niveau denkbar.
Der neue Aufführungsrahmen ermöglichte nun auch einem anderen Publikum (einer bürgerlichen Mittelschicht) Zutritt zu Kammermusikkonzerten – in adeligen oder bürgerlichen Salons war dies bisher meist nur geladenen Gästen vorbehalten. Auf ein fachlich-elitäres Zielpublikum ausgerichtet, mit professioneller Aufführungspraxis in geändertem Präsentationsrahmen vorgetragen, war damit auch eine weitere Änderung in der Rezeptionshaltung selbst und in der Aufnahme der Werke (inklusive „Konzertkritik“) verbunden.

### Erschließung und Festigung des klassischen Repertoires
Was das Repertoire anlangt, so haben die Schuppanzigh-Quartette die drei Säulen der Programmgestaltung Haydn, Mozart und Beethoven zu ihrer Bedeutung verholfen. Gleichzeitig wurde dieses Repertoire auch fast unumstößlich – nur Schubert fand schließlich noch vergleichbare Beachtung.

### Einführung und Verbreitung von Kammermusikwerken Beethovens und Schuberts
Zentraler Stellenwert kommt den Ensembles bei der Einführung (wenn nicht schon dem Zustandekommen), Interpretation und Verbreitung der Beethoven-Quartette zu. Die musikalische Bedeutung der Spätwerke erkennend, die noch vielfach auf Ablehnung stießen, waren Schuppanzigh und seine Partner den Zeitgenossen Jahrzehnte voraus. Das Publikum partiell von der Größe dieser neuartigen Musik überzeugen zu können, war ein Teil ihres eigenen Erfolgs.
Die langjährige Zusammenarbeit mit Beethoven und die Auseinandersetzung mit dessen Werken ließ Schuppanzigh und seinen jeweiligen Ensemblemitgliedern eine besondere Rolle der Kennerschaft zukommen. Kritiker warfen dem Primarius zuweilen aber vor, dass er „sein intimes Verhältnis zu Beethoven und dessen Quartetten allmählig als ein förmliches Privilegium, diesen Meister zu verstehen und wiederzugeben, auffaßte und gegen andere geltend machte“.
Betrachtet man die Wechselbeziehung zwischen Schuppanzigh und seinen Quartetten einerseits und Beethoven andererseits als Ganzes, so war sie für beide Partner ebenso fruchtbar wie für die Gattung selbst. Die Ensembles wuchsen unter Beethovens direktem oder indirektem Einfluss und haben diesem einen Teil ihrer Qualität und Berühmtheit zu danken. Andererseits aber war für den Komponisten wohl von unschätzbarem Wert, sich so unmittelbar mit den instrumentalen Realisierungsmöglichkeiten eigener und fremder Kompositionen auseinandersetzen und die Interpretation mit beeinflussen zu können. Die Rückbezüge der professionellen Musiker und die Aufführungsproben selbst haben denn auch oft genug zu Revisionen und Umarbeitungen seiner Streicherwerke geführt.
Nicht zuletzt war das jeweils erreichte Niveau des Ensemblespiels auch prägend für die mögliche Komplexität neuer Werke, sollten sie denn adäquat aufgeführt werden können. Dies gilt trotz Beethovens berühmt gewordener Aussage: „Glaubt er, daß ich an seine elende Geige denke, wenn der Geist zu mir spricht?“ Mit diesen ungnädigen Worten soll er Schuppanzigh zurechtgewiesen haben, als dieser sich über die technischen Schwierigkeiten in einem Streichquartett beklagte.
Beethovens Spätwerke entstanden, als er bereits vollkommen taub war. Ein Impuls dafür war wohl auch in der Rückkehr Schuppanzighs nach siebenjähriger Abwesenheit von Wien zu suchen, nämlich im Vertrauen darauf, deren (Erst-)Interpretation in besten Händen zu wissen.
Letzteres gilt auch noch für einzelne Streicherwerke Schuberts, der aus Schuppanzighs Rückkehr gleichfalls neue Impulse zog und diesem einige zur Uraufführung übergab. Schuberts „Rosamunde-Quartett“ (D 804) ist ohnehin seinem „Freund“ Schuppanzigh gewidmet, das erste und einzige seiner Streichquartette übrigens, das während seines kurzen Lebens öffentlich aufgeführt und publiziert wurde.

### Wandel des musikalischen Ausdrucks
Die Beherrschung der in den neuen Streicherwerken von Beethoven enthaltenen technischen Schwierigkeiten und kompositorischen Eigenheiten gelang den Musikern nicht immer auf Anhieb. „Überliefert ist die Anekdote, dass die Musiker des Schuppanzigh-Quartetts, als sie das F-Dur-Quartett erstmalig vor sich auf den Pulten liegen hatten, höchst irritiert auf den ‚neuen Weg’ Beethovens reagierten: Sie hielten es schlichtweg für undenkbar, dass es sich bei dem Stück um das erwartete neue Quartett handeln sollte, und nahmen an, es handle sich um einen Spaß.“
Aber an deren Aufführung und Interpretation einmal entwickelte und geschulte Meisterschaft und Charakteristika wurden auf die Werke anderer Komponisten übertragen und setzten so einen Wandel der Standards und offenbar auch des musikalischen Ausdrucks in Gang. Präzision, Leichtigkeit, Gewandtheit und Sicherheit in der Ausführung schwieriger Passagen, richtige Akzentuierung und Nuancenreichtum der Aufführung waren zentrale Kriterien der positiven Musikkritik. Das „zierliche“ Spiel galt bald als Anachronismus, auch Haydn und Mozart verlangten nun nach mehr Kraft und Intensität im Ausdruck.
Dass Schuppanzigh in späten Jahren offenbar einen etwas expressiven Interpretationsstil entwickelte, erfuhr nicht ungeteilte Zustimmung: „Schuppanzighs Vortrag wird uns von fachkundigen Zeitgenossen als energisch und geistvoll geschildert, nicht frei jedoch von einer absichtlichen Zerrissenheit, welche gern durch Trennen zusammengehöriger Phrasen, Hervorheben unwichtiger Noten, selbst durch willkürliche Behandlung des Taktes bedeutend und originell erscheinen wollte und so vielleicht die Quelle einer späteren Vortragsweise wurde, die man kurz die ‚affectierte’ heißen kann.“

### Bedeutungsgewinn für die Gattung
Neben Beethovens Quartett-Schöpfungen führten auch Schuppanzighs Interpretationserfolge schließlich dazu, dass das Streichquartett an Bedeutung gewann und noch mehr den Nimbus der anspruchsvollsten Gattung der Instrumentalmusik bekam: „Man kann sagen, dass er durch seine früheren Leistungen sehr viel zur Cultur dieser edlen Gattung von Musik beygetragen und sich auf diese Weis viel Verdienst um die musikalische Wiener-Welt erworben hat. Seit jener Zeit ist das Violin-Quartett hier viel allgemeiner, geachteter und beliebter geworden.“
Als erstaunliches Phänomen bleibt, dass die Kompositionen ausgerechnet in dem Moment dramatisch an Komplexität zunahmen, als bereits deren Vortrag in breiterer Öffentlichkeit intendiert war.
Was Schuppanzighs plötzliches Ableben im März 1830 für die Musikkultur in Wien bedeutete, fasste Hanslick resümierend zusammen: „Seit Schuppanzighs Tod lag die Quartettmusik in Wien fast gänzlich brach, bis 1845 Leop. Jansa und 1849 Jos. Hellmesberger deren regelmäßige Pflege wieder aufnahmen.“

## Mitglieder
Reihenfolge: Violine I, Violine II, Viola, Violoncello
- Lichnowsky-Quartett (ca. 1794–1799): Ignaz Schuppanzigh (1776–1830), Ludwig (Louis) Sina (1778–1857) und andere, Franz Weiß (1778–1830) und Nikolaus Kraft (1778–1853), öfter vertreten von seinem Vater Anton Kraft (1749–1820) oder auch Nikolaus Zmeskall.
- Schuppanzigh-Quartett I (1804–1808): Ignaz Schuppanzigh (1776–1830), Joseph Mayseder (1789–1863) und andere, Anton Schreiber (?), Anton Kraft (1749–1820).
- Rasumowsky-Quartett (1808–1816): Ignaz Schuppanzigh, Fürst Rasumowsky/Louis Sina (1778–1857), Franz Weiß (1778–1830), Joseph Linke (1783–1837).
- Schuppanzigh-Quartett II (1823–1829): Ignaz Schuppanzigh (1776–1830), Karl Holz (1798–1868), Franz Weiß (1778–1830), Joseph Linke (1783–1837).